# Система управління інформаційною безпекою
Система управління інформаційною безпекою СУІБ (англ. information security management system, ISMS) — частина загальної системи управління, яка ґрунтується на підході, що враховує ризики інформаційної безпеки як бізнес-ризики, призначена для розроблення, впровадження, функціонування, моніторингу, перегляду, підтримування та вдосконалення інформаційної безпеки.
Для процесів СУІБ застосована модель ПВПД (плануй-виконуй-перевіряй-дій; англ. Plan-Do-Check-Act, PDCA): 
- Plan (планування) - фаза створення СУІБ, створення переліку активів, оцінки ризиків та вибору заходів;
- Do (дія) - етап реалізації та впровадження відповідних заходів;
- Check (перевірка) - фаза оцінки ефективності та продуктивності СУІБ. Зазвичай виконується внутрішніми аудиторами;
- Act (поліпшення) - виконання превентивних і коригуючих дій

## Складові політики інформаційної безпеки
- визначення критичних бізнес-процесів/банківських продуктів;
- надання доступу до інформації;
- контроль доступу;
- парольний захист;
- антивірусний захист;
- захист мережі банку;
- віддалений доступ до ресурсів мережі;
- ідентифікація та автентифікація ресурсів СУІБ;
- криптографічний захист інформації;
- політика «чистого екрана» та «чистого стола»